# Helen Gallagher
Helen Gallagher (* 19. Juli 1926 in New York City; † 24. November 2024) war eine US-amerikanische Schauspielerin, Tänzerin und Sängerin, die vor allem durch ihre Rollen am Broadway Bekanntheit erlangte. Sie ist zweifache Gewinnerin des Tony Awards sowie dreifache Gewinnerin des Daytime Emmy Awards.

## Leben
Helen Gallagher wurde 1926 im New Yorker Stadtteil Brooklyn geboren. Sie wuchs in Scarsdale auf, ehe ihre Familie nach dem Schwarzen Sonntag 1929 in die Bronx ziehen musste. Nachdem sich ihre Eltern trennten, wuchs Gallagher bei ihrer Tante auf.
1944 begann Helen Gallagher ihre Laufbahn als Schauspielerin. Nach Auftritten an kleineren New Yorker Theatern erhielt sie noch im selben Jahr ihre ersten Rollenangebote am Broadway. So war sie unter anderem 1947 in der Uraufführung des Musicals Brigadoon im Ziegfeld Theatre zu sehen. 1952 spielte Gallagher die Rolle der Gladys in Pal Joey, für die sie im selben Jahr einen Tony Award in der Kategorie Beste Nebendarstellerin in einem Musical erhielt. 1966 wurde Gallagher für einen weiteren Tony Award für ihre Rolle der Nickie in der Uraufführung von Sweet Charity nominiert, verlor jedoch gegen Beatrice Arthur. 1971 erhielt sie ihren zweiten Tony Award für ihre Rolle in dem Musical No, No, Nanette.
Neben ihrer Bühnenkarriere trat Gallagher seit 1949 auch regelmäßig als Gastdarstellerin in Fernsehserien und Shows auf. Von 1975 bis 1989 gehörte sie in ihrer Rolle der Maeve Ryan zur Stammbesetzung der Seifenoper Ryan’s Hope. Für ihre Darbietung wurde Gallagher in den Jahren 1976, 1977 und 1988 mit dem Daytime Emmy Award als beste Darstellerin ausgezeichnet. 1997 bis 1998 verkörperte sie die Rolle der Dr. Maud Boylan in sechs Folgen der Seifenoper Liebe, Lüge, Leidenschaft. Zudem war Gallagher in mehreren Spielfilmen zu sehen. Unter anderem spielte sie 1960 die Nebenrolle der Betty Anders im Drama Fremde, wenn wir uns begegnen. Gallagher war später als Schauspielerin am New Yorker Theaterhaus Herbert Berghof Studio tätig.
Helen Gallagher war mit Frank Wise verheiratet. Die Ehe blieb kinderlos und wurde 1958 geschieden. Gallagher starb im Alter von 98 Jahren.

## Filmografie (Auswahl)
- 1949: Manhattan Showcase (Fernsehshow, Moderatorin)
- 1960: Fremde, wenn wir uns begegnen (Strangers When We Meet)
- 1960: Shangri-La (Fernsehfilm)
- 1970: April in the Wind
- 1975–1989: Ryan’s Hope (Fernsehserie, 787 Folgen)
- 1977: Der Tanzpalast (Roseland)
- 1993: Law & Order (Fernsehserie, eine Folge)
- 1995: All My Children (Fernsehserie, fünf Folgen)
- 1997–1998: Liebe, Lüge, Leidenschaft (Fernsehserie, sechs Folgen)
- 2009: American Masters (Fernsehserie, eine Folge)

## Theatrografie (Auswahl)
Alle Aufführungen erfolgten an Theatern des Broadway.
- 1944–1945: Seven Lively Arts
- 1947–1948; 1957: Brigadoon
- 1952–1953: Pal Joey
- 1954–1956: The Pajama Game
- 1955: Guys and Dolls
- 1966–1967: Sweet Charity
- 1966–1970: Mame
- 1971–1973: No, No, Nanette
- 1972–1973: Viel Lärm um nichts (Much Ado About Nothing)